# Адамчик В'ячеслав Володимирович
В'ячеслав Володимирович Адамчик (біл. Вячаслаў Уладзіміравіч Адамчык 1933–2001)  — білоруський письменник, перекладач, кінодраматург. Лауреат Літературної премії імені Івана Мележа (1980). Лауреат Державної премії імені Якуба Коласа (1988).

## Біографія
Народився в селянській родині в селі Ворокомщина (нині — Гродненська область, Білорусь).
Закінчив 7-річну школу в Новоєльні (Дятлівський район) (1949). Працював вантажником на залізничній станції Новоєльня, одночасно навчався у вечірній школі. У 1952–1957 роках навчався на відділенні журналістики філологічного факультету Білоруського державного університету .
Деякий час проживав у Койданово Мінської області, де у нього народився син — письменник Адам Гльобус.
Працював у газетах «Прапор юності» (1957-1958), «За вяртанне на Радзіму» (1958-1960), був редактором відділу публіцистики літературного журналу «Полымя» (1962-1963) .
Закінчив Вищі літературні курси в Москві (1965).
Працював літературним співробітником журналу «Німан» (1965-1967), заступником редактора журналу «Полум'я» (1967-1969), редактором відділу прози, заступником головного редактора журналу «Маладосць» (1969-1977), головним редактором сценічної майстерні при кіностудії « Білорусьфільм» (1977-1980), заступником головного редактора видавництва «Мастацька література» (1980-1982). З 1982 року — головний редактор журналу «Бярозка».
Брав участь у роботі XXXVIII сесії Генеральної Асамблеї ООН (1983).
Помер 5 серпня 2001 року в Мінську . Сини — Адам Глобус і Мирослав Адамчик, білоруські письменники. .

## Творчість
Дебютував у 1952 році як поет. Перше оповідання опублікував у 1957 році. Автор прозової тетралогії-епопеї з життя західнобілоруського села («Чужа вотчина», «Рік нульовий», «І скаже той, хто народиться», «Голос крові брата твого» (опублікований в журналі «Німан» у 1990. — № 5. — С. 28 — 109), книг оповідань, кіносценаріїв.
Переклав білоруською мовою книгу болгарських народних казок «Незвичайний асілак» (1961), окремі твори М. Пришвіна, Ю. Казакова, С. Залигіна .

### Збірники прози
- Книга оповідань біл. «Свой чалавек» («Своя людина») (1958)
- Книга оповідань біл. «Млечны шлях» («Чумацький шлях») (1960)
- Книга оповідань біл. «Міг бліскавіцы» («Спалах блискавки») (1965)
- Книга оповідань біл. «Дзікі голуб» («Дикий голуб») (1972)
- Книга вибраних оповідань біл. «Дзень ранняй восені» («День ранньої осені») (1974)
- Книга оповідань біл. «Раяль з адламаным вечкам» («Рояль з відірваною кришкою») (1990)

### Романи
- біл. «Чужая бацькаўшчына» («Чужа батькіщина») (1978; екранізований у 1982 и 1983)
- біл. «Год нулявы» («Рік нульовий») (1983)
- біл. «І скажа той, хто народзіцца…» («І скаже той, хто народиться…») (1987)

### Сценарії та п'єси
- сценарій документального фільму біл. «Іван Мележ» («Іван Мележ») (1977)
- сценарій документального фільму біл. «Валянцін Таўлай» («Валентин Тавлай») (1978)
- сценарій документального фільму біл. «Дзядзька Якуб» («Дядько Якуб») (1981)
- п'єса біл. «Раіса Грамычына» («Раїна Громика»; знято кінофільм «Ятринська відьма», 1991) (1989)

## Нагороди
- Лауреат Літературної премії імені Івана Мележа (1980) за роман «Чужа батьківщина».
- Лауреат Державної премії імені Якуба Коласа (1988) за книги «Чужа батьківщина», «Рік нульовий», «І скаже той, хто народиться …».